# Súng carbine M4
Các loại súng M4 Carbine gồm các loại súng cầm tay trang bị cho cá nhân, là phiên bản thu ngắn của dòng súng M16 trước đó, các loại súng này đều được sản xuất dựa trên nguyên bản súng AR-15 của hãng ArmaLite. Loại súng này ngắn hơn và nhẹ hơn loại súng trường tấn công M16A2 và có tới 80% các bộ phận của súng giống với M16A2. Tuy vậy, độ chính xác và tầm sát thương của M4 kém hơn so với M16A2 (do nòng súng bị rút ngắn lại).
M4 là loại súng có thể lựa chọn cách bắn từ bán tự động đến 3 viên một (giống như M16A2), trong khi M4A1 có cơ chế hoàn toàn tự động thay thế cho cách bắn 3 viên một. Là một dòng súng có khả năng tùy biến cao, các loại súng trong dòng M4 Carbine có khả năng gắn được thêm các phụ tùng khác để gia tăng sức chiến đấu. Ví dụ như M4A1 có thể gắn thêm ống phóng lựu M203 để trở thành loại súng trường tấn công có khả năng bắn lựu đạn M4A1/M203 (có thể hiểu là M4A1 gắn M203).

## Lịch sử và các phiên bản

### M4/M4A1
Theo các chuyên gia vũ khí bộ binh, khoảng cách các trận đánh ngày càng ngắn lại, phần lớn các cuộc đấu súng xảy ra ở khoảng cách dưới 200 mét. Vì vậy Bộ Quốc phòng Mỹ mong muốn có loại súng bắn liên thanh, gọn nhẹ hơn so với M16, vừa đủ độ chính xác để trang bị cho quân đội bấy giờ. Phiên bản M4 đầu tiên đã ra đời ngay sau đó.
Mặc dù M4 có đúng như những gì quân đội Mỹ mong đợi, song điểm yếu của nó được phát hiện ngay, như súng hay bị kẹt đạn, chế độ bắn loạt 3 viên một lần bóp cò quá chậm... đã dẫn đến sự ra đời của khẩu M4A1, một phiên bản có vẻ ngoài gần như không thay đổi so với phiên bản trước đó. Tuy nhiên M4A1 đã chứng tỏ điểm vượt trội như ít khi bị kẹt đạn, chế độ bắn tự động 800 viên/phút thay cho chế độ bắn loạt 3 viên... Tuy có hơi phiền hà trong việc bảo quản súng, nhưng hiệu quả tăng lên thấy rõ.

### M4A1-S

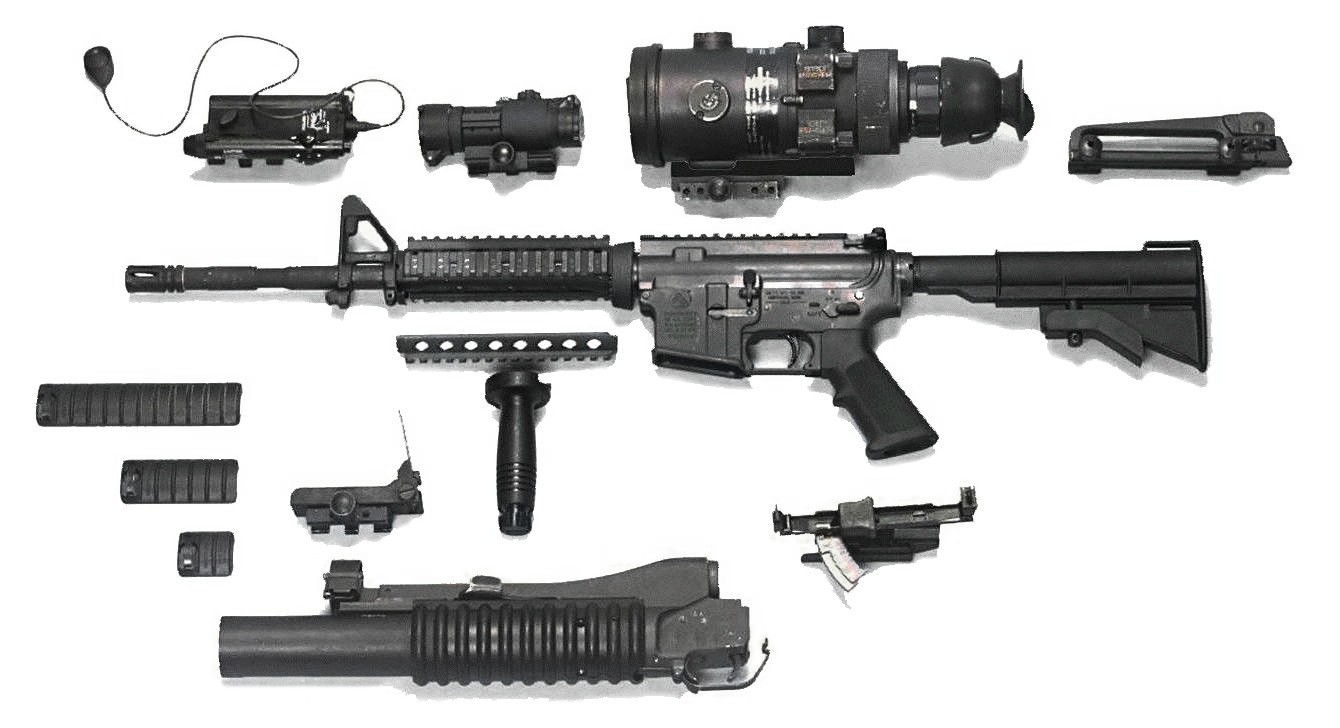
M4 MWS (Modular Weapon System) shown with various accessories including M203 grenade launcher, RIS foregrip, removeable carry handle/rear sight assembly, AN/PEQ-2 laser system, and several optional optics.

M4A1-S (hay M4A1 Supressed) là bản cải tiến, hay nói đúng hơn là "thêm vào bớt ra" cho khẩu M4/M4A1 vốn có, với quai xách tiêu chuẩn, tay cầm trên thân nòng, và nòng giảm thanh. Trước đây loại này chỉ dành cho các lực lượng đặc nhiệm và lính dù, tuy nhiên giờ đây cũng đã áp dụng cho Thủy Quân Lục Chiến, các đơn vị bộ binh và các lực lượng chống khủng bố.

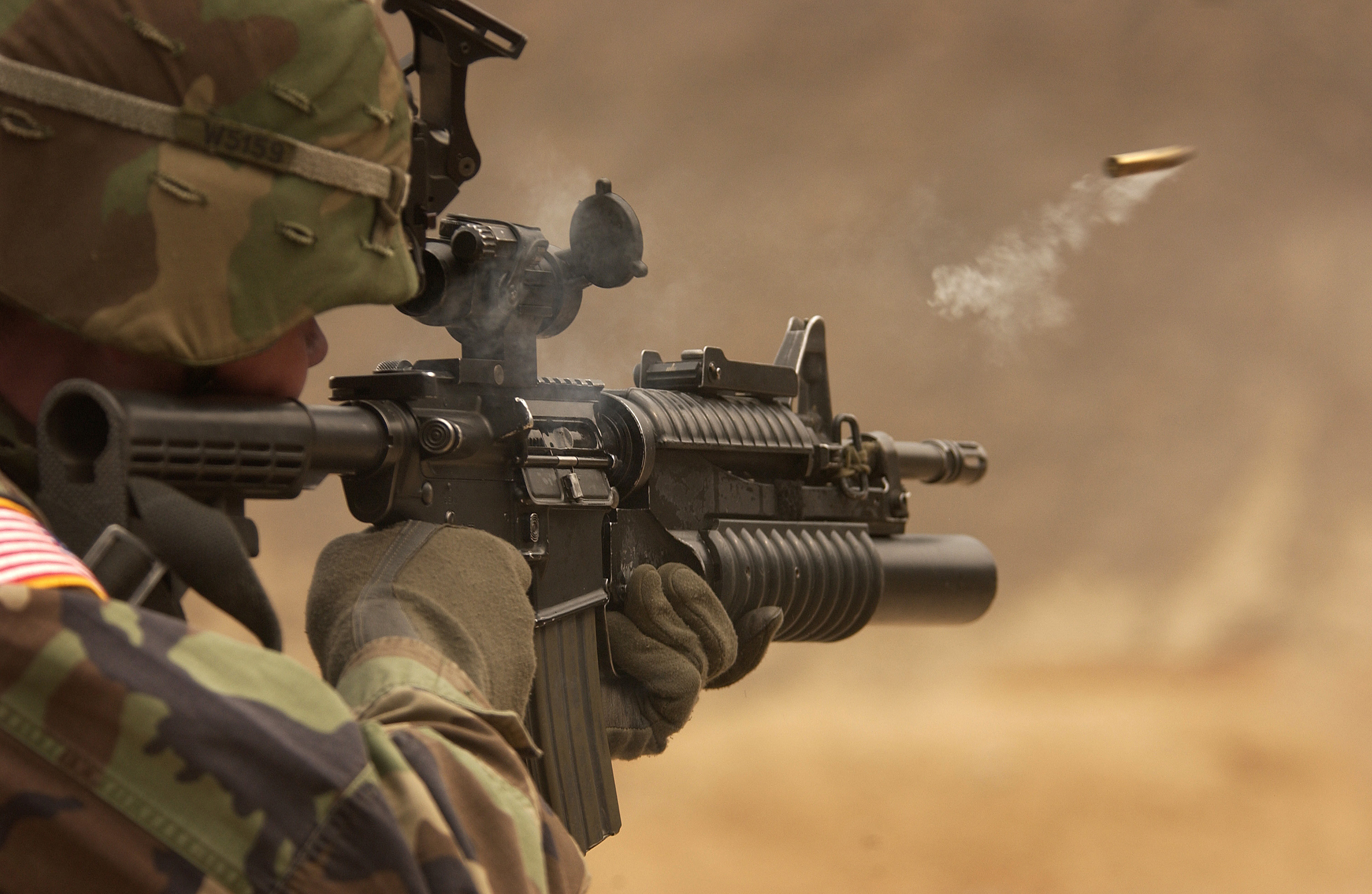
Vỏ đạn văng ra khi M4 hoạt động

## Các nhà sản xuất
- Colt's Manufacturing Company, Hoa Kỳ
- Remington Arms Company, Hoa Kỳ[3]
- FN Herstal, Bỉ[4]
- SME Ordnance, Malaysia[5]
- Sarsılmaz, Thổ Nhĩ Kỳ[6]
- United Defense Manufacturing Corporation, Philippines[7]

## Sử dụng
- Hoa Kỳ

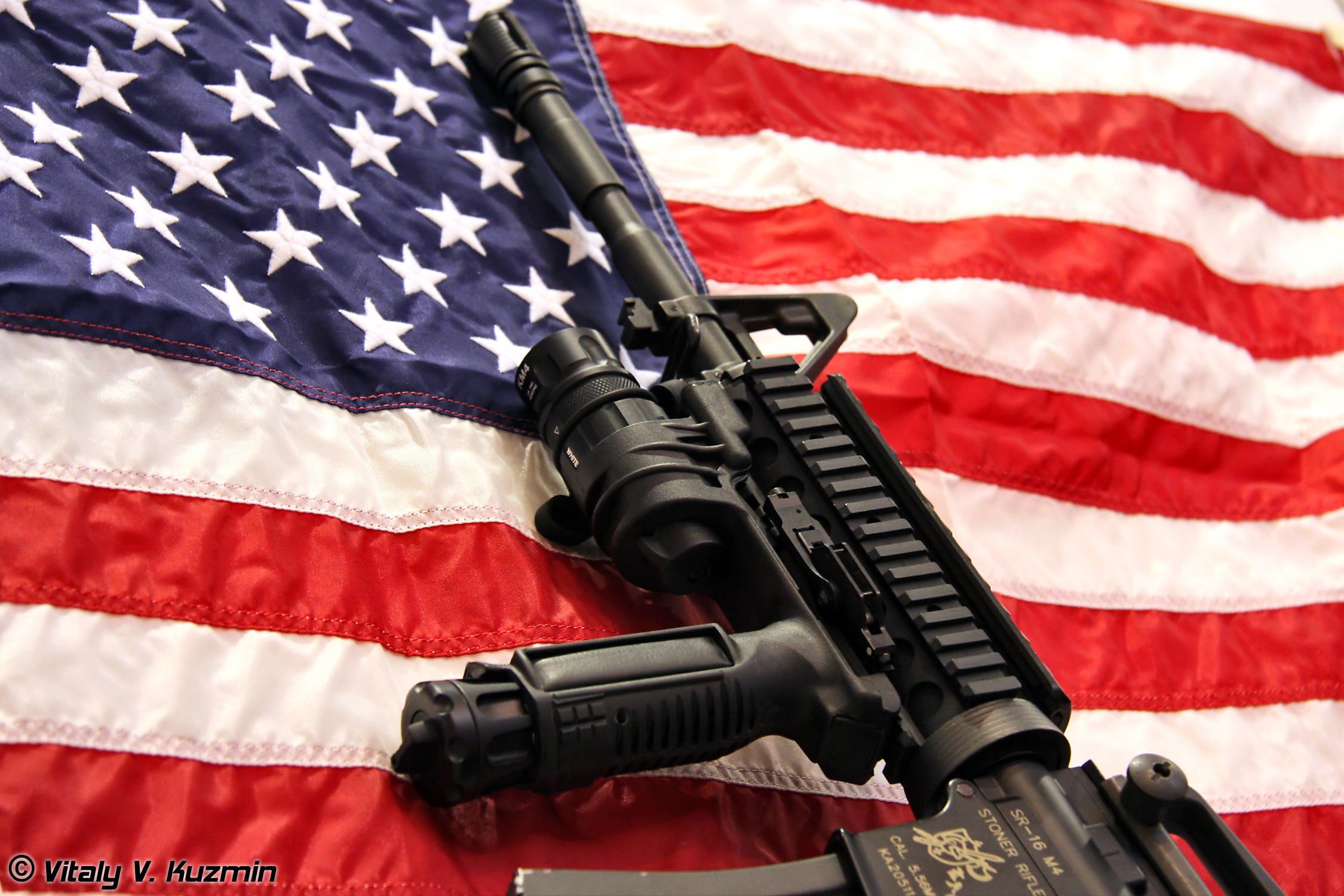
M4 trên nền cờ Hoa Kỳ

- Afghanistan: Các loại vũ khí Đặc công cũ của Quân lực Quốc gia Afghanistan được Taliban sử dụng.
- Israel
- Albania: Được sử dụng bởi Lực lượng Lục quân Albania năm 2015.
- Argentina: Được sử dụng bởi Quân đội Argentina, Hải quân Argentina và Hiến binh Quốc gia Argentina
- Úc: M4A1 (được chỉ định là M4A5), được sử dụng bởi Bộ Tư lệnh Tác chiến Đặc biệt, Thợ lặn rà phá và Nhóm Chiến thuật Cảnh sát.
- Bangladesh (Các lực lượng bán quân sự)
- Brasil: Được sử dụng bởi Cảnh sát dân sự, Cảnh sát quân sự bang Espirito Santo, Cảnh sát quân sự bang Rio de Janeiro, Cảnh sát liên bang Brasil và Lực lượng đặc biệt của quân đội Brasil, Hải quân Brasil.
- Canada: Các biến thể C8 do Colt Canada sản xuất được Quân đội Canada sử dụng
- Colombia: M4A1 là một phần trong chương trình xuất khẩu trang bị quốc phòng của Mỹ (FMS) năm 2008.[8] Thêm nhiều khẩu M4/M4A1 được bán thông qua chương trình FMS năm 2017.[9]
- Chile
- Đan Mạch
- Ai Cập (Lực lượng đặc biệt)
- Pháp: Được sử dụng bởi 1er RPIMa (Trung đoàn Nhảy dù Bộ binh Thủy quân Lục chiến số 1)
- Hy Lạp
- Gruzia: Bushmaster M4 được thay thế bằng Colt M4 cho quân đội. Nhiều khẩu M4/M4A1 hơn được thông báo sẽ được bán thông qua chương trình FMS vào năm 2017. Sản xuất chung M4 giữa Gruzia và Israel dựa trên "GI-4" ra mắt vào năm 2021
- Ấn Độ: M4A1 là một phần của gói FMS năm 2008. M4A1 được sử dụng bởi Cảnh sát vũ trang Mizoram, PARA SF và Lực lượng Một của Cảnh sát Mumbai.
- Indonesia: Được sử dụng bởi những người điều hành Đội cảnh sát chống khủng bố của Biệt đội 88. Cũng được sử dụng bởi Nhóm thợ lặn chiến thuật Komando Pasukan Katak (Kopaska) và Nhóm lực lượng đặc biệt Komando Pasukan Khusus (Kopassus).
- Iraq: Được quân đội Iraq sử dụng. Vũ khí chính của Lực lượng chống khủng bố quốc gia Iraq. Thêm nhiều khẩu M4/M4A1 được công bố sẽ được bán thông qua chương trình FMS trong năm 2017.[10]
- Ý: Sử dụng bởi Lực lượng đặc biệt
- Jamaica
- Nhật Bản: M4A1 nằm trong gói FMS năm 2008. Súng trường M4A1 SOPMOD đang được Nhóm Lực lượng Đặc biệt Nhật Bản sử dụng, nhưng được cho là đã bị JGSDF từ chối sau khi Ishiba bị bắt vì vi phạm luật xuất khẩu của Mỹ.
- Jordan: M4 được bán trong gói Bán hàng quân sự nước ngoài năm 2007 và 2008. Thêm nhiều khẩu M4/M4A1 được công bố sẽ được bán thông qua chương trình FMS trong năm 2017.
- Kuwait
- Liban
- Malaysia
- México
- New Zealand (SAS)
- Nga FSB Alpha [11]
- Pakistan: Biến thể M4A1 được Lực lượng Đặc biệt của quân đội Pakistan sử dụng bên cạnh súng trường tiêu chuẩn POF G3P4 cho quân đội Pakistan — cũng được Đơn vị An ninh Đặc biệt (SSU) của Cảnh sát Sindh sử dụng. Thêm nhiều khẩu M4/M4A1 được công bố sẽ được bán thông qua chương trình FMS trong năm 2017.
- Nhà nước Palestine: Được sử dụng bởi Lực lượng an ninh Palestine.
- Perú
- Philippines
- Ba Lan (Lực lượng đặc biệt)
- Đài Loan M4A1 Carbine
- Singapore: Được sử dụng bởi Đội biệt kích và Cảnh sát biển (chỉ Đội cảng và Đội tuần tra ven biển) của Lực lượng cảnh sát Singapore.
- Sri Lanka (Lực lượng đặc biệt)
- Hàn Quốc (Lực lượng Tuần duyên SSAT)
- Thái Lan: M4A1 được bán trong gói FMS năm 2006.
- Thổ Nhĩ Kỳ (Lực lượng đặc biệt)
- Anh Quốc (Lực lượng đặc biệt)
- Myanmar
- Trung Quốc: Một biến thể do Norinco sản xuất là Norinco CQ. Biến thể carbine CQ-A được Sở cảnh sát Tứ Xuyên, đội SWAT Trùng Khánh và Đơn vị biệt kích báo tuyết sử dụng.
- Việt Nam: Việt Nam tự sản xuất M-18, là một cải biến từ M4 Carbine.

## Các quốc gia cũ từng sử dụng
- Cộng hòa Hồi giáo Afghanistan: Được sử dụng bởi Lực lượng Biệt kích Quân đội Quốc gia Afghanistan trong cuộc nổi dậy của Taliban. M4 được bán trong gói FMS năm 2006 và 2008. Các kho hàng bị thu giữ hiện đang được sử dụng tại Tiểu vương quốc Hồi giáo Afghanistan.